# Altfahrzeug-Verordnung
Die Altfahrzeug-Verordnung, vormals Altauto-Verordnung, regelt die Rücknahme und Verwertung von Fahrzeugen, die zu Altfahrzeugen und damit zu Abfall im Sinne des Kreislaufwirtschaftsgesetzes geworden sind. Außerdem gibt die Verordnung eine Verwertungsquote für das Fahrzeugrecycling vor. Sie beruht auf der Richtlinie 2000/53/EG über Altfahrzeuge und dem Kreislaufwirtschaftsgesetz.

## Altfahrzeug
Die Verordnung definiert Kraftfahrzeuge der Klasse M1 (Fahrzeuge zur Personenbeförderung mit höchstens acht Sitzplätzen außer dem Fahrersitz) oder N1 (Fahrzeuge zur Güterbeförderung mit einem Höchstgewicht bis zu 3,5 Tonnen) gemäß Anhang II Abschnitt A der Richtlinie 70/156/EWG zur Angleichung der Rechtsvorschriften der Mitgliedstaaten über die Betriebserlaubnis für Kraftfahrzeuge und Kraftfahrzeuganhänger sowie dreirädrige Kraftfahrzeuge gemäß der Richtlinie 92/61/EWG unter Ausschluss von dreirädrigen Krafträdern als Altfahrzeug, wenn sie Abfall nach § 3 Abs. 1 des Kreislaufwirtschaftsgesetzes sind.

## Überlassungs- und Rücknahmepflicht
Altfahrzeuge gelten als gefährlicher Abfall im Sinne der Abfallverzeichnis-Verordnung. Besitzer gefährlicher Abfälle sind nach dem Kreislaufwirtschaftsgesetz verpflichtet, sich derer zu entledigen.
Die Altfahrzeug-Verordnung verpflichtet Besitzer von Altfahrzeugen, dieses nur einer anerkannten Annahmestelle, einer anerkannten Rücknahmestelle oder einem anerkannten Demontagebetrieb zu überlassen.
Fahrzeughersteller sind verpflichtet, alle Altfahrzeuge ihrer Marke vom Letzthalter zurückzunehmen. Hierfür können sie Annahmestellen, Rücknahmestellen oder anerkannte Demontagebetriebe bevollmächtigen.

## Verwertungsquoten
Die Altfahrzeugverordnung fordert seit 1. Januar 2015 eine Verwertungsquote (Wiederverwendung + Recycling + Energierückgewinnung) für Altfahrzeuge vom mindestens 95 Gewichtsprozent sowie eine Recyclingquote (Wiederverwendung + Recycling) von mindestens 85 Gewichtsprozent.

## GESA
Die Umsetzung der Altfahrzeug-Verordnung unterstützt die Gemeinsame Stelle Altfahrzeuge der Bundesländer (GESA). Sie sammelt u. a. Daten zu anerkannten Annahmestellen, Rücknahmestellen, Demontagebetrieben und Schredderanlagen sowie sonstigen Anlagen und stellt sie der Öffentlichkeit zur Verfügung.